# Кумистави
Пещера Прометея (груз. პრომეთეს მღვიმე), известная также как пещера Кумистави (груз. ყუმისთავის მღვიმე), цхалтубская пещера или пещера Цхалтубская-Глиана (груз. ღლიანის მღვიმე) — карстовая пещера на западе Грузии, в окрестностях города Цхалтубо, памятник природы (категория III по классификации Международного союза охраны природы). Находится в 15 км к юго-западу от памятника природы Солкотас мгвиме (пещера Солкота).
Общая длина пещеры составляет около 11 км, из которых для посетителей открыты 1060 м.

## История
Пещера была обнаружена 15 июля 1983 года экспедицией института географии им. Вахушти Багратиони, хотя вход в виде большой арки был известен давно. С 1985 года началось переоборудование пещеры под экскурсионный объект. В 1989 в пещере уже был проложен экскурсионный маршрут, пробит 150 метровый туннель на выходе, установлено временное освещение и началась постройка надземных зданий. В 1990 году проект оборудования экскурсионной пещеры был закрыт.
В марте 2007 года в пещеру были приглашены управляющие французских экскурсионных пещер, которые оценили состояние пещеры как экскурсионного объекта и объем необходимых работ для завершения проекта. В 2009 году начались тесты светодиодной и музыкальной аппаратуры. Президент Грузии Михаил Саакашвили, осмотревший пещеру в 2010 году, заявил, что её нужно назвать пещерой Прометея, поскольку Прометей был прикован к горам примерно в этом районе. В течение года было произведено благоустройство пещеры — достроены помещения, строительство которых началось 1989 году, к пещере была проведена линия электроснабжения, были построены дороги от Цхалтубо и между входом и выходом из пещеры. Немецкой фирмой GermTec GmbH & Co. KG в пещере были выделены 15 экскурсионных зон, каждая из которых была оснащена динамическим освещением. Участки между зонами освещаются статичным светом.
26 мая 2011 года она открылась для посетителей. Вновь посетив пещеру накануне открытия, Саакашвили выразил уверенность в том, что новая достопримечательность послужит развитию туристического бизнеса в Грузии, отметив, что до этого в Грузии были только две благоустроенные соответствующим образом пещеры — «Сатаплиа, которую мы отделали совсем недавно, и Новый Афон, которая расположена в Абхазии».
Возле входа установлен памятник местному жителю, много лет охранявшему пещеру.

## Характеристика
Общая длина пещеры составляет около 11 км из них для посетителей открыты 1060 м. Пещерный канал широкий, слабо разветвлённый, богато украшеный натёками, особенно в дальней части. Пол глинистый. Максимальная высота свода — 21 м.
Для пещеры характерна постоянная температура воздуха на уровне 15-17 °С.